# Liste der Kreisstraßen im Kreis Gütersloh
Die Liste der Kreisstraßen im Kreis Gütersloh ist eine Auflistung der Kreisstraßen im Kreis Gütersloh, Nordrhein-Westfalen.

## Abkürzungen
- K: Kreisstraße
- L: Landesstraße

## Liste
Die Kreisstraßen behalten die ihnen zugewiesene Nummer innerhalb von Nordrhein-Westfalen auch bei einem Wechsel in einen anderen Kreis oder in eine kreisfreie Stadt. Nicht vorhandene bzw. nicht nachgewiesene Kreisstraßen werden in Kursivdruck gekennzeichnet, ebenso Straßen und Straßenabschnitte, die unabhängig vom Grund (Herabstufung zu einer Gemeindestraße oder Höherstufung) keine Kreisstraßen mehr sind.
Der Straßenverlauf wird in der Regel von Nord nach Süd und von West nach Ost angegeben.
| Nr.  | Verlauf |
| ---- | --- |
| K 1  | L 927 in Rheda – K 12 – L 791 – Wiedenbrück (– Abzweig zur L 586) – L 836 – Bokel – K 19 in Moese |
| K 2  | K 6 – Geweckenhorst – K 20 – Wiedenbrück – L 791 – L 586 in Batenhorst |
| K 3  | L 782 in Gütersloh – Kattenstroth bei Gütersloh – L 791 – Lintel-Nord – Lintel – K 9 – |
| K 4  | L 782 in Rietberg – K 7 – K 19 in Moese |
| K 5  | – L 791 in Lintel-Nord |
| K 6  | K 12 – Osnienkamp – K 2 – L 791 |
| K 7  | K 9 – Druffel – L 836 – Bokel – K 4 |
| K 9  | (K 9 im Kreis Warendorf) – Kreisgrenze – K 13 – K 52 – Möhler – Brock – Bosfeld – Rheda – L 568 – L 927 – K 1 – Wiedenbrück – L 791 – – K 3 – Lintel – K 7 – L 782 – Neuenkirchen – L 836 – Westerwiehe – Kreisgrenze – (K 9 im Kreis Paderborn)                                        |
| K 11 | K 23 – K 50 – in Greffen |
| K 12 | (K 12 im Kreis Warendorf) – Kreisgrenze in der Straßenmitte – Kreisgrenze – K 6 – Marburg – K 20 – K 1 in Rheda |
| K 13 | K 22 – Oelkerort – L 806 – Clarholz – L 806 – Samtholz – K 9 – Wittelmann |
| K 14 | K 23 in Kölkebeck – Kattenstroth bei Harsewinkel – K 50 – Harsewinkel – – Heerde – L 806 – Groppel – K 10 – L 927 |
| K 16 | L 778 in Harsewinkel – Krieft – Vennort – L 782 in Brockhagen |
| K 19 | L 836 – Moese – K 1 – K 4 – L 782 in Mastholte |
| K 20 | K 12 – K 2 in Geweckenhorst – K 6 – L 791 – Sankt Vit – Steppentrup – |
| K 21 | (K 337 im Landkreis Osnabrück, Niedersachsen) – Landesgrenze – Loxten – L 786 in Versmold |
| K 22 | in Harsewinkel – K 13 – Redecker – Kreisgrenze – (K 22 im Kreis Warendorf) |
| K 23 | L 785 in Oldendorf – Casum – K 24 – L 786 – Hesselteich – K 14 – Kölkebeck – K 11 – Niedick – Vorbruch – L 831 |
| K 24 | (K 335 im Landkreis Osnabrück, Niedersachsen) – Landesgrenze – Bockhorst – – Siedinghausen – K 23 |
| K 25 | (K 225 im Landkreis Osnabrück, Niedersachsen) – Landesgrenze – Borgholzhausen – L 785 – K 26 – Bödinghausen – Cleve – Holtfeld – Hörste – L 931 – Tatenhausen – Bokel – L 782 – K 30 in Künsebeck                                                                                       |
| K 26 | (Südring, Dissen) – Landesgrenze – Borgholzhausen – L 785 – K 25 – Hesseln – L 782 – Halle (Westf.) – K 49 – K 30 – Künsebeck – L 756 |
| K 27 | (K 227 im Landkreis Osnabrück, Niedersachsen) – Landesgrenze – Landesgrenze am östlichen Fahrbahnrand – Landesgrenze – (K 214 im Landkreis Osnabrück, Niedersachsen) – Landesgrenze – Theenhausen – K 28 – Rotenhagen – L 782 – Werther (Westfalen) – Kreisgrenze – (K 27 in Bielefeld) |
| K 28 | K 27 in Theenhausen – L 785 |
| K 29 | K 49 in Berghagen – Ascheloh – K 30 – L 756 in Amshausen |
| K 30 | K 29 – K 26 – Künsebeck – K 25 – L 782 in Sandforth |
| K 31 | L 791 in Obersteinhagen – Kreisgrenze in der Straßenmitte – Kreisgrenze – (K 31 in Bielefeld) |
| K 32 | L 782 in Brockhagen – Ebbesloh – Hollen – L 806 – K 33 – Isselhorst – K 35 – – Avenwedde – K 37 – L 788 |
| K 33 | L 778 in Steinhagen – Kreisgrenze – K 33 in Bielefeld – Kreisgrenze – Isselhorst – K 32 – K 34 |
| K 34 | L 806 in Hollen – K 33 – Blankenhagen – L 782 in Gütersloh |
| K 35 | K 32 in Isselhorst – – K 36 – Avenwedde – L 788 in Friedrichsdorf |
| K 36 | K 35 in Avenwedde – K 37 – L 788 – L 787 in Sürenheide |
| K 37 | L 788 in Gütersloh – – K 32 – Avenwedde – K 36 |
| K 38 | L 788 in Gütersloh – L 787 |
| K 39 | K 3 – L 783 – Spexard – L 757 – L 787 in Sürenheide |
| K 40 | L 782 in Wulfhorst – Kreisgrenze – (K 40 im Kreis Paderborn) |
| K 41 | K 42 – Hollenhorst – L 867 in Neuenkirchen |
| K 42 | L 788 – Lükewille – L 791 – L 787 – Verl – L 757 – K 41 – L 867 – Österwiehe – L 836 |
| K 43 | L 757 in Bornholte – L 751 – Schloß Holte – K 45 – K 46 – L 786 – L 756 in Stukenbrock |
| K 44 | (K 44 in Bielefeld) – Kreisgrenze – L 790 – L 751 in Schloß Holte |
| K 45 | L 751 in Schloß Holte – K 43 – Liemke – L 751 |
| K 46 | K 43 in Stukenbrock – L 935 |
| K 47 | L 756 in Eselheide – Stukenbrock-Senne – (Abzweig zur L 756) – Kreisgrenze – (K 47 im Kreis Lippe) |
| K 49 | K 26 in Halle (Westfalen) – K 29 – L 782 in Werther (Westfalen) |
| K 50 | K 11 – Rheda bei Harsewinkel – K 14 in Harsewinkel |
| K 51 | (K 51 im Kreis Warendorf) – Kreisgrenze – Knetterhausen – in Gütersloh |
| K 52 | in Herzebrock – Möhler – K 9 – Kreisgrenze – (K 52 im Kreis Warendorf) |
| K 53 | L 586 in Mastholte-Süd – Kreisgrenze – (K 53 im Kreis Soest) |
| K 54 | in Benteler – Kreisgrenze – (K 54 im Kreis Warendorf) |
| K 55 | (K 55 im Kreis Warendorf) – Kreisgrenze – K 56 – Allerbeck – Langenberg – |
| K 56 | L 586 – Lippentrup – K 55 – Kreisgrenze – (K 56 im Kreis Warendorf) |

## Quelle
- Landesvermessungsamt Nordrhein-Westfalen, Kreiskarte Nr. 21: Kreis Gütersloh, Stadt Bielefeld

Koordinaten: 51° 54′ 16,4″ N, 8° 20′ 55″ O